# Вирк, Кулвант Сингх
Кулвант Сингх Вирк (англ. Kulwant Singh Virk, в.-пандж. ਕੁਲਵੰਤ ਸਿੰਘ ਵਿਰਕ; 20 мая 1921, Пхулларван, округ Шекхупура, Пенджаб — 24 декабря 1987, Торонто) — индийский писатель
, писавший, в основном, на панджаби и английском, редактор,  педагог. Ведущий автор современной пенджабской литературы. 

## Биография
Сын мелкого фермера. Изучал английскую филологию. Работал в Центральном информационном бюро Индии. Помимо литературного творчества, работал на различных должностях в правительстве Индии. Был членом нескольких образовательных и литературных организаций. Кроме того, был профессором журналистики и массовых коммуникаций в Пенджабском университете в Патиале, редактором-основателем Punjabi Tribune.
Его рассказы были переведены на несколько других языков, включая русский и японский. На русский язык перевод сделан внучкой Льва Толстого Натальей.
В 1987 году перенёс инсульт. Умер в Канаде, куда отправился для излечения.

## Творчество
Считается пионером современной панджабской литературы. Автор ряда сборников рассказов. Признанный стилист. Язык его произведений — живой, разговорный язык современного Пенджаба. В его творчестве заметно влияние русской литературы (А. П. Чехов, М. Горький).

## Избранная библиография
Сборники:
- 1950 — «Утро»
- 1951 — «Земля и небо»
- 1954 — «Пучок соломы»
- 1956 — «Мы — дети всевышнего»
- 1958 — «Молочная лужа»
- 1967 — «Новые люди»
- 1974 — Бремя земли
- 1980 — «Мои лучшие рассказы»

## Награды
- Премия Литературной академии — Sahitya Akademi Award (1968)